# Epidendrum brevicernuum
Epidendrum brevicernuum är en orkidéart som beskrevs av Eric Hágsater och Dodson. Epidendrum brevicernuum ingår i släktet Epidendrum och familjen orkidéer. Inga underarter finns listade i Catalogue of Life.